# Solomon Abramowitsch Losowski

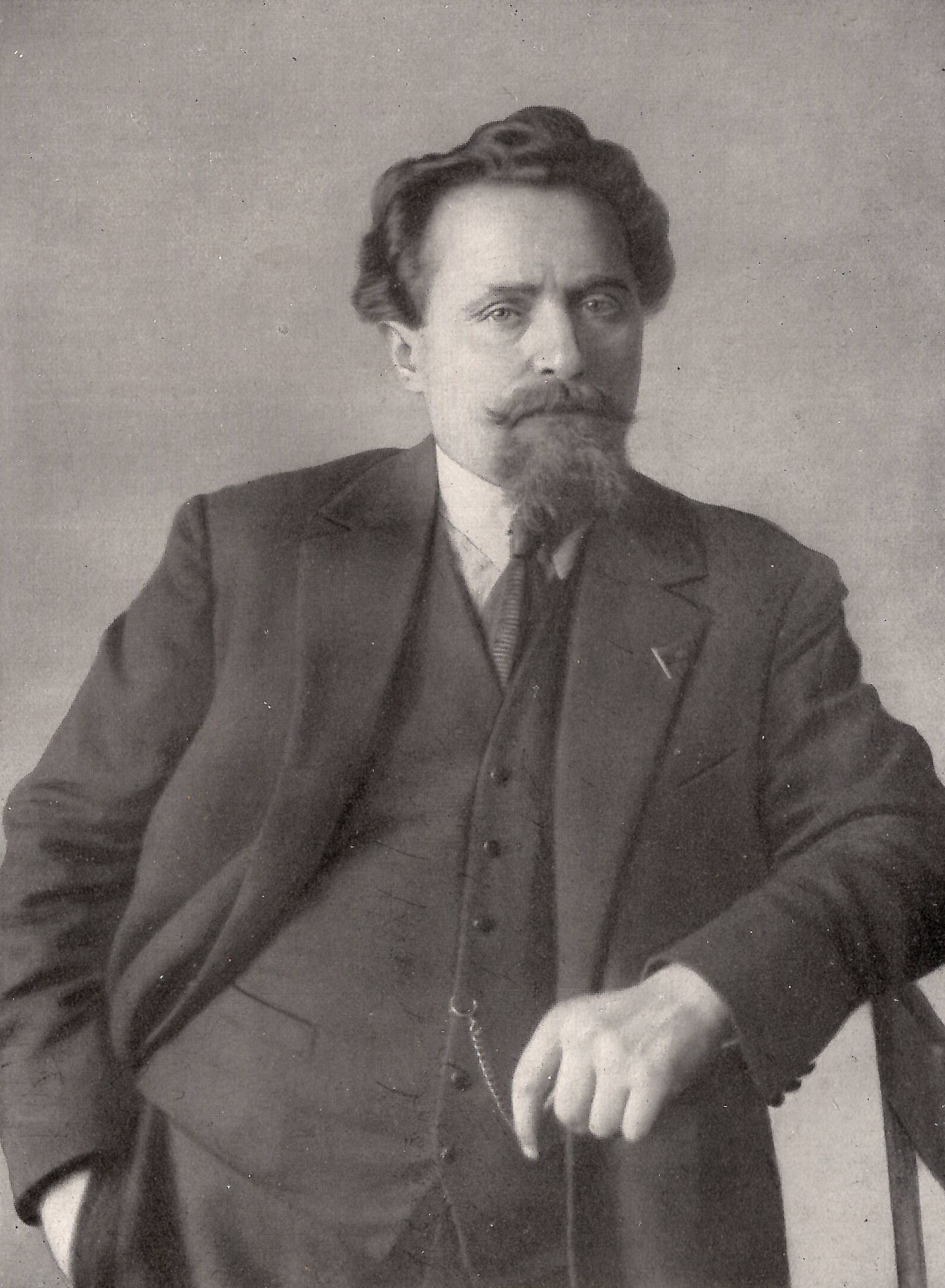
Solomon Abramowitsch Losowski, um 1928

Solomon Abramowitsch Losowski (russisch Соломон Абрамович Лозовский, wiss. Transliteration Solomon Abramovič Lozovskij; eigentlich Dridso, russisch Дридзо; * 16./28. März 1878 in Danilowka, Ujesd Alexandrowsk, Gouvernement Jekaterinoslaw, Russisches Kaiserreich; † 12. August 1952 in Moskau) war ein sowjetischer Staats- und Gewerkschaftsfunktionär. 

## Leben
Losowski wurde in der jüdischen Familie eines Cheder-Lehrers in einem Dorf im Norden der Oblast Saporischschja im damaligen Ansiedlungsrayon geboren. Er durchlief den Militärdienst in Simbirsk, von wo aus er 1901 ein Fernabitur absolvierte. Im gleichen Jahr trat Losowski der Sozialdemokratischen Arbeiterpartei Russlands (SDAPR) bei, in der er sich später dem Flügel der Bolschewiki anschloss. Als Teilnehmer der Russischen Revolution 1905 in Kasan und Delegierter der Allrussischen Konferenz der Bolschewiki in Tampere (1905) wurde er 1908 in die Verbannung geschickt, konnte aber ins Ausland fliehen. Zwischen 1909 und 1917 lebte Losowski in Genf und Paris und engagierte sich in der französischen Gewerkschaftsbewegung.
Im Juni 1917 kehrte Losowski nach Petrograd zurück, wo er im Juli Sekretär des Allrussischen Zentralrats der Gewerkschaften wurde. Von 1918 bis 1921 war er als Sekretär verantwortlich für die Gewerkschaft der Textilarbeiter, später für die der Eisenbahner, schließlich hatte er das Amt des Vorsitzenden des Moskauer Stadtsowjets der Gewerkschaften inne.
Aus Protest gegen die Parteilinie legte Losowski zusammen mit einigen anderen Bolschewiki seine Parteiämter nieder. Als Konsequenz wurde er im Dezember 1917 aus der SDAPR(B) ausgeschlossen, konnte aber im Dezember 1919 der nun in RKP(B) umbenannten Partei wieder beitreten. Im Machtkampf nach dem Tod Lenins 1924 stellte er sich auf die Seite Stalins.
Von 1921 bis 1937 war Losowski Generalsekretär der Roten Gewerkschafts-Internationale (RGI) (auch Profintern genannt). In diesem Zusammenhang forcierte er ab 1928 den Prozess der Verselbständigung der Revolutionären Gewerkschafts-Opposition (RGO) in Deutschland.
Nach der Auflösung der RGI war Losowski von 1937 bis 1939 Direktor des staatlichen Verlags Goslitisdat, und von 1939 bis 1946 stellvertretender Volkskommissar für Außenbeziehungen der UdSSR. Daneben war Losowski von 1941 bis 1945 stellvertretender Leiter und von 1945 bis 1948 Leiter des Sowinformbüros sowie von 1927 bis 1937 Kandidat und von 1937 bis 1949 Mitglied des ZK der KPdSU. Er war zudem Mitglied des Allunions-Zentralexekutivkomitees (WZIK) und Mitglied des Obersten Sowjets (1. und 2. Wahlperiode).
Losowski war außerdem Delegierter des II. (1920) bis einschließlich VII. Weltkongresses (1937) der Komintern, sowie Mitglied des EKKI.
Zwischen 1941 und 1948 war Losowski Sekretär des Jüdischen Antifaschistischen Komitees, das gegründet wurde, um Juden im Westen für die Unterstützung der Sowjetunion im Krieg gegen das Deutsche Reich zu gewinnen. Als nach der Gründung Israels 1948 eine antisemitische Verfolgungswelle in der UdSSR gegen sogenannte „wurzellose Kosmopoliten“ einsetzte, erfolgte die politische Demontage Losowskis.
Er wurde im Januar 1949 verhaftet und im Juli 1952 unter dem Vorwurf der Spionage zum Tode durch Erschießen verurteilt. Am 12. August wurde er schließlich in der sogenannten Nacht der ermordeten Dichter hingerichtet. Aus den 1994 veröffentlichten Prozessakten zur «Nacht der ermordeten Poeten» weiß man, dass der Hauptangeklagte Solomon Lozowski, prominenter ehemaliger JAK-Sekretär und Mitglied im ZK der KPdSU, die Richter beeindruckt hatte. In seiner brillanten Verteidigungsrede verglich er das Tribunal mit der spanischen Inquisition, vor der seine Familie einst geflohen war. Unter dem Eindruck dieser Rede revidierten die anderen Angeklagten, die sich teilweise gegenseitig belastet hatten, ihre Aussagen. Obwohl dem Gericht keinerlei Beweise vorlagen, wurden dennoch am 12. August 1952 insgesamt dreizehn Personen exekutiert.
1955 erfolgte Losowskis postume Rehabilitierung.

## Ehrungen
Losowski wurde mit dem Leninorden, dem Orden des Vaterländischen Krieges (I. Klasse) und zahlreichen anderen Medaillen ausgezeichnet.

## Ausgewählte Schriften (in deutscher Sprache)
- Frankreich und die französische Arbeiterbewegung in der Gegenwart. Eindrücke und Betrachtungen, [Moskau], Verlag d. Roten Gewerkschafts-Internationale; Berlin, Führer-Verlag, 1923². 144 S.
- Die internationale Gewerkschafts-Bewegung vor und nach dem Kriege, Berlin, Führer-Verlag, 1924. 223 S.
- Warum reisen Arbeiterdelegationen nach Sowjetrussland?, Berlin, Führer-Verlag, 1926. 70 S.
- Revolution und Konterrevolution in China, Moskau, Verlag d. Roten Gewerkschafts-Internationale; Berlin, Führer-Verlag, 1928. 80 S.
- Der Streik. 5 Vorträge geh. an der Lenin-Schule zu Moskau, Berlin, Führer-Verlag, 1930. 111 S.
- Karl Marx und die Gewerkschaften, Moskau, Verlagsgenossenschaft ausländ. Arbeiter in der UdSSR, 1934. 170 S.